# دستگاه کیپ

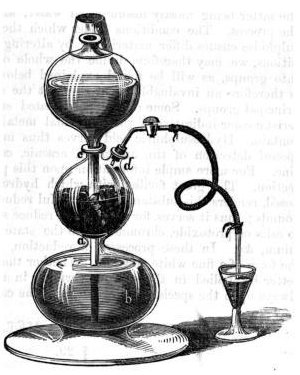
دستگاه کیپ

دستگاه کیپ (به انگلیسی: Kipp's apparatus) به عنوان مولد کیپ هم نامیده می‌شود، دستگاهی برای تولید گاز از واکنش میان مایع و یک جامد است.از سه بخش تشکیل شده‌است.بخش بالایی، مخزن مایع است، که به بخش پایین وصل گردیده‌است.در بخش میانی، جامد قرار دارد و دارای شیر خروجی گاز نیز هست.هنگامی که گاز آزاد می‌شود.سطح مایع بالا می‌آید و با جامد وارد واکنش می‌شود.بستن شیر، مایع را بخش پایین می‌راند و واکنش متوقف می‌شود.